# TWIN21
TWIN21（ツインにじゅういち）は、大阪府大阪市中央区の大阪ビジネスパーク（OBP）における中核施設で、松下グループの松下興産が開発した。

## 概要
松下グループが総力を結集して建設した、西日本一の超高層インテリジェントビル（竣工時）を擁した複合施設で、OBP内において先陣を切ってオープンした。
建物は5つの棟からなり、2つのタワーは全く同じタワーである。一方を「ナショナルタワー（現・JYOタワー）」と称し、もう一つは「MIDタワー」と名付けられた。7階から37階が貸事務室で最上階はレストランと展望台、1階から4階にはショールーム、金融機関等のサービス業務テナント階、5、6階には大型コンピュータも設置可能なように設計された。「ギャラリー（アトリウム）」は2つのタワーの低層階で囲まれた部分に位置し、4層の吹き抜けをもったゆとりある空間で、内部には店舗が入った。「MIDシアター（のちの大阪ビジネスパーク円形ホール）」は、全体を地下に埋め込んだ円形の小ホール。ファッションショー、会議場、レセプションと多用途の利用が可能だった。「地下駐車場」の上部はプラザとして開放され、その空地には緑地をつくり、大小5万本の樹木が植えられた。
アトリウムでは、読売テレビが1988年（昭和63年）にOBP内に本社を構えてから、『24時間テレビ 「愛は地球を救う」』のメイン募金会場として利用し、各種イベントなども頻繁に催された。また大阪ビジネスパーク円形ホールも各種セミナー等で利用されていた。しかし、両施設とも2021年（令和3年）3月末をもって閉館している。
建物の運営・管理（プロパティマネジメント）は、関電不動産開発の子会社である関電ファシリティーズが担い、3階の連絡通路で直結する松下IMPビルとは、一体的な運営・管理が行われている。
ビル固有の郵便番号は、MIDタワーが540-61xx、OBPパナソニックタワーが540-62xx（xxは階層。地下もしくは階層不明の場合は90）。
第28回BCS賞受賞。

### 所有者
物件の所有権は不動産信託受益化されており（信託受託者は三井住友信託銀行）、信託受益権が2006年（平成18年）8月にMID都市開発（底地の一部は松下電器産業）から、MIDリート投資法人（現・MCUBS MidCity投資法人）に譲渡されている。

## テナント
企業だけでなく、外国の外交機関であるオーストラリア総領事館やフィリピン総領事館も入居している。
OBPパナソニックタワー（現・JYOタワー）では、パナソニックの情報システムや営業部門の従業員約4000人が働いていたが、2022年（令和4年）9月、経営効率化を理由にオフィスを集約する方針が明らかとなり、従業員は段階的に本社地区（大阪府門真市）などに移った。また1・2階には、パナソニックスクエア（2000年2月29日閉鎖）とパナソニックセンター大阪（パナソニック製品のショールーム、2012年12月25日閉鎖）があった。

## エピソード
- 映画『ゴジラvsビオランテ』（1989年、東宝）の中では、アトリウム部分を含むTWIN21が、ゴジラの手によって無残にも破壊されてしまう。制作にあたり東宝から松下興産（当時）に対し、映画の中でゴジラがTWIN21を破壊する旨を伝えたところ、松下興産側の担当者は「ゴジラに壊されるなら本望です」と答え、快諾したという。
- 読売テレビが情報カメラを設置している。大阪城の方向へカメラを向けると、NHK大阪放送局（大阪放送会館）が映り込む。

## 交通アクセス
- 大阪ビジネスパーク駅すぐ（Osaka Metro長堀鶴見緑地線利用。地下コンコースからの連絡通路はなく、いったん地上に出て、道路を渡る必要がある）。もしくは京橋駅から徒歩5分（ペデストリアンデッキで直結）。
- 大阪シティバス46号系統城見一丁目停留所下車すぐ。

## ギャラリー

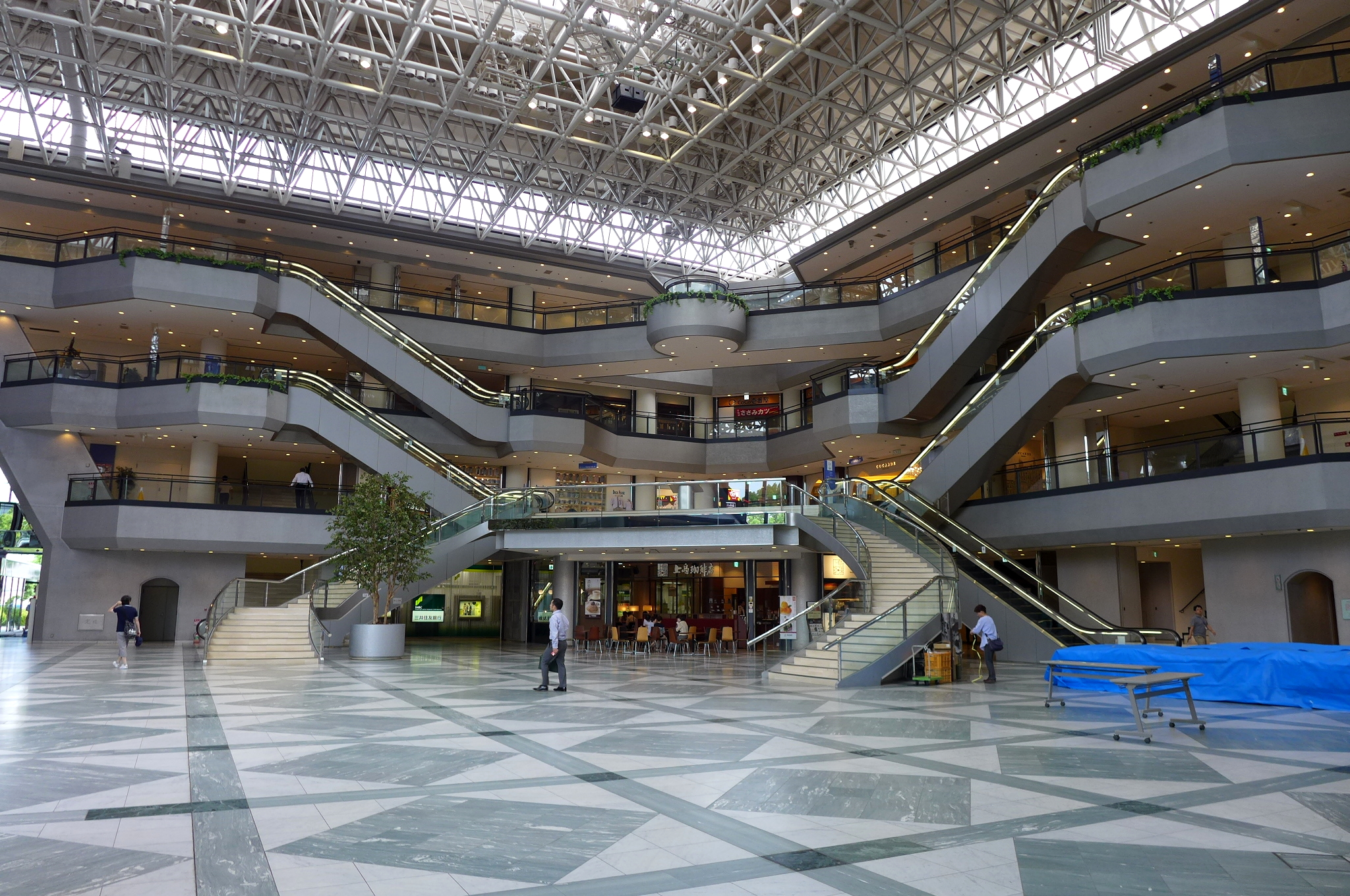
アトリウム
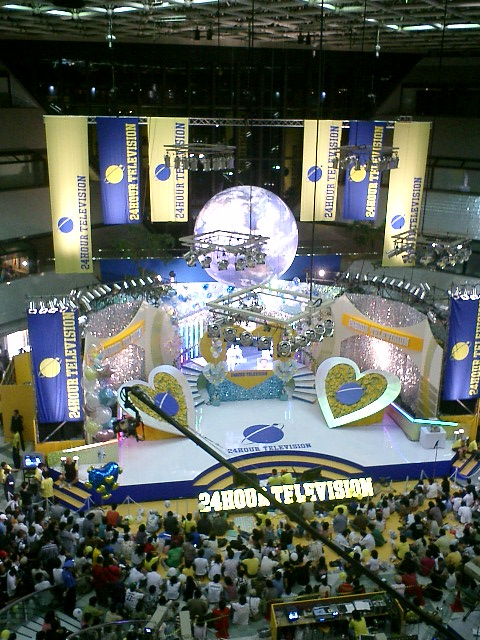
アトリウム（2005年　24時間テレビの募金・ステージイベント開催時撮影）
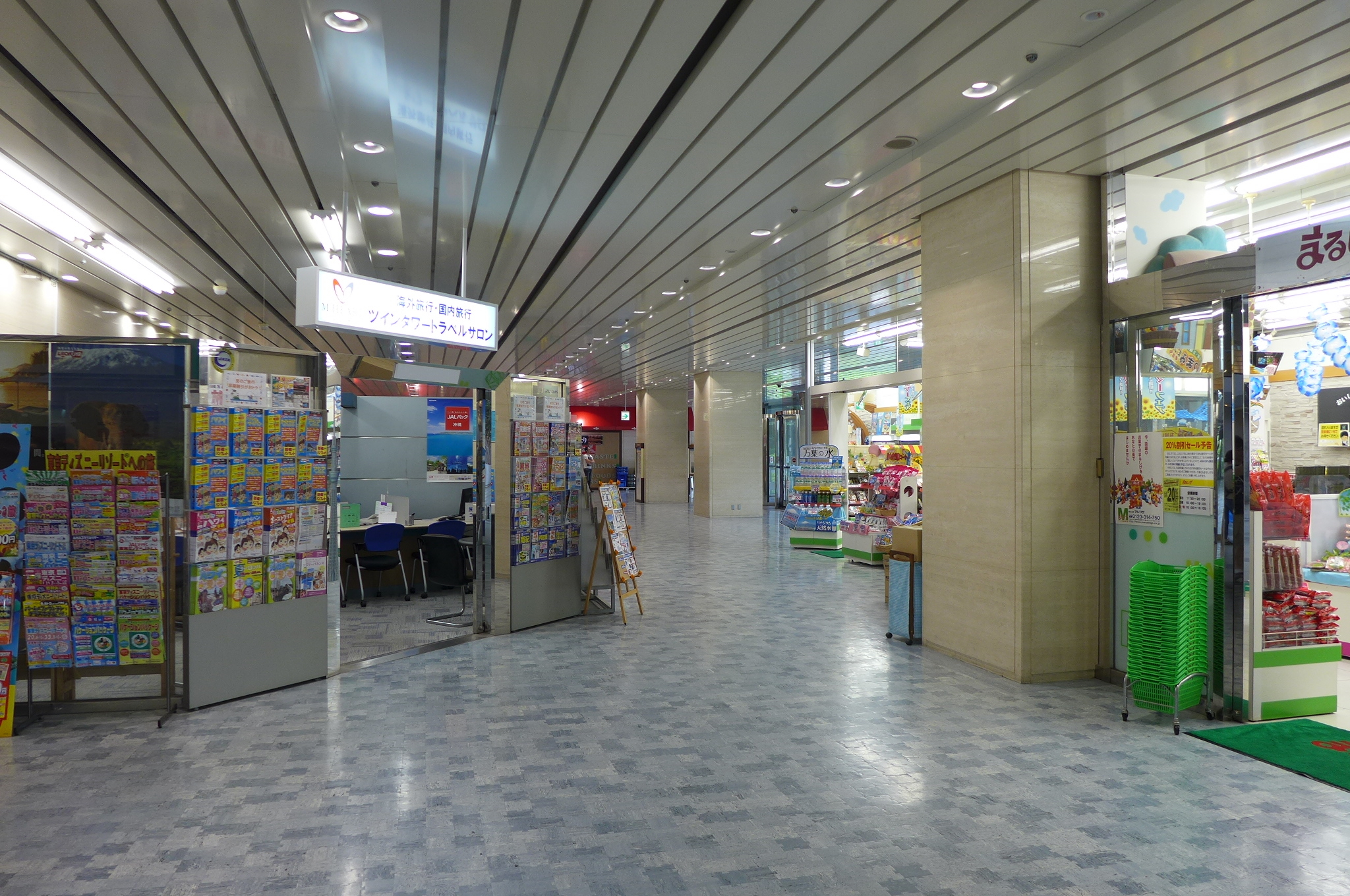
1階商店